# Фролош
Фролош е село в Западна България. То се намира в община Кочериново, област Кюстендил.

## География
Село Фролош се намира в планински район. Има изглед към планина Рила и село Мурсалево.

## История
Името на селото Фролош на турски език означава Страж.

## Население
Численост и дял на етническите групи според преброяването на населението през 2011 г.:
|                     | Численост | Дял (в %) |
| Общо                | 135       | 100,00    |
| Българи             | 134       | 99,25     |
| Турци               | 0         | 0,00      |
| Цигани              | 0         | 0,00      |
| Други               | 0         | 0,00      |
| Не се самоопределят | 0         | 0,00      |
| Неотговорили        | 0         | 0,00      |

## Културни и природни забележителности
- Паметник на Владимир Димитров – Майстора – открит на 18 юни 1982 г. Автори н.х.проф. В. Минеков и арх. В. Янкова, изработен е от бронз, в цял ръст (3,05 м). Издигнат е в центъра на родното село на художника.

## Личности
- Владимир Димитров – Майстора (1882 – 1960) – живописец
- Алекси Тасев (1945 – ) – кмет на Дупница

## Редовни събития
През пред последната събота на месец юни се провежда традиционен събор.

## Други
Носът Фролош на остров Анвер в Антарктика е наименуван в чест на село Фролош.